# Isaac Jogues Agbémenya Kodjo Gaglo
Isaac Jogues Agbémenya Kodjo Gaglo (ur. 7 października 1958 w Kpémé) – togijski duchowny rzymskokatolicki, od 2008 biskup Aného.

## Życiorys
Święcenia kapłańskie przyjął 9 sierpnia 1985 i został inkardynowany do diecezji Aného. Był m.in. wykładowcą seminarium w Lomé, sekretarzem biskupim oraz proboszczem parafii Najśw. Serca Jezusowego. W 2005 wybrany tymczasowym administratorem diecezji.
3 grudnia 2007 otrzymał nominację na biskupa diecezjalnego Aného. Sakry biskupiej udzielił mu 2 lutego 2008 kard. Théodore-Adrien Sarr.